# Процессия в честь Пресвятой Девы Марии Назаретской в Белене

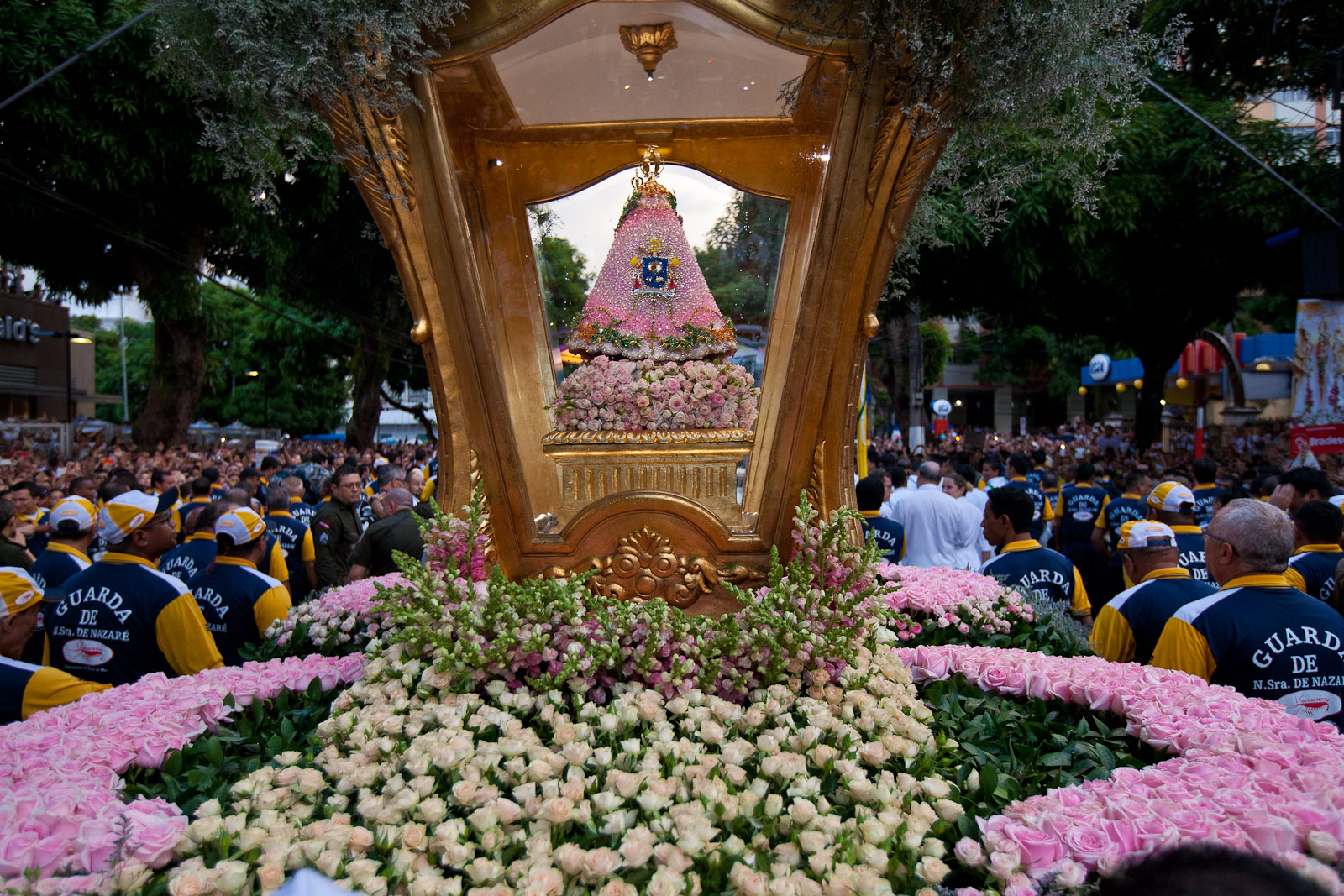
Украшенная статуя Пресвятой Девы Марии Назаретской

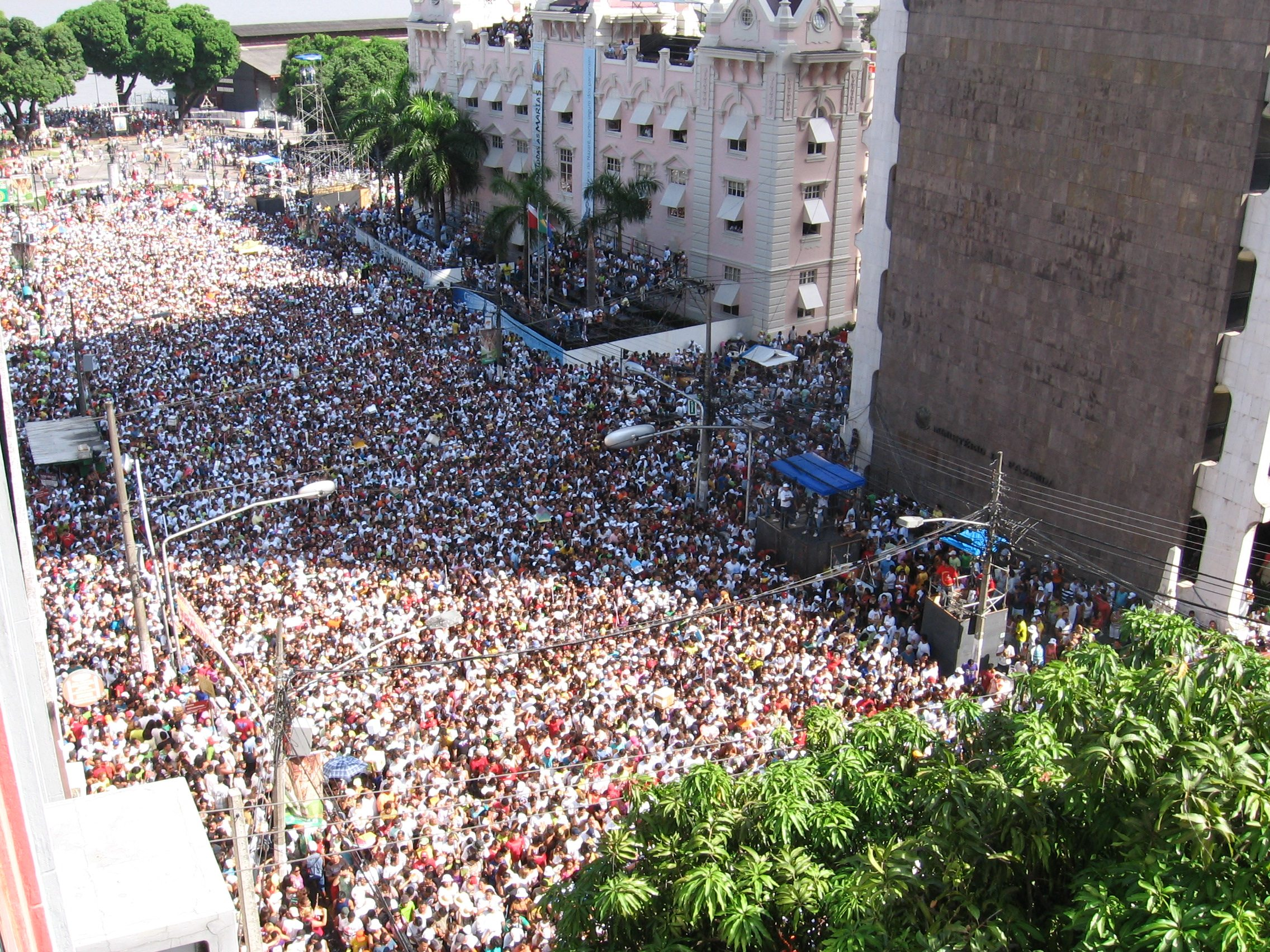
Общий вид процессии

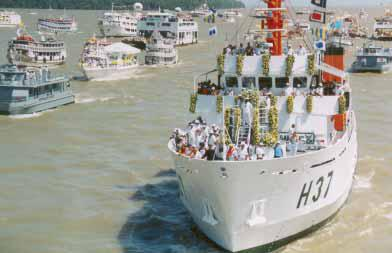
«Romaria Fluvial» — один из этапов процессии по реке

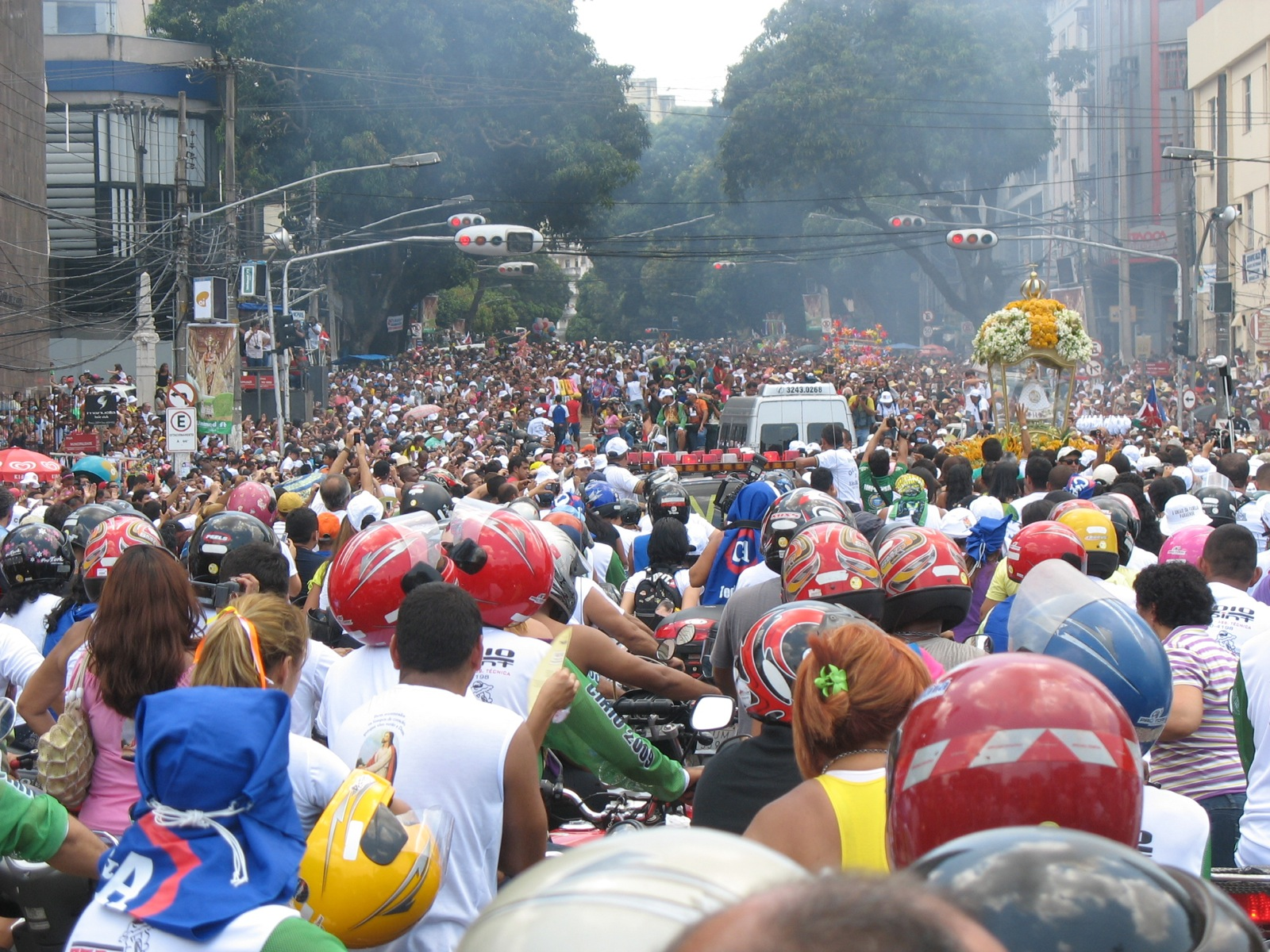
«Moto-Romaria» с участием мотоциклистов

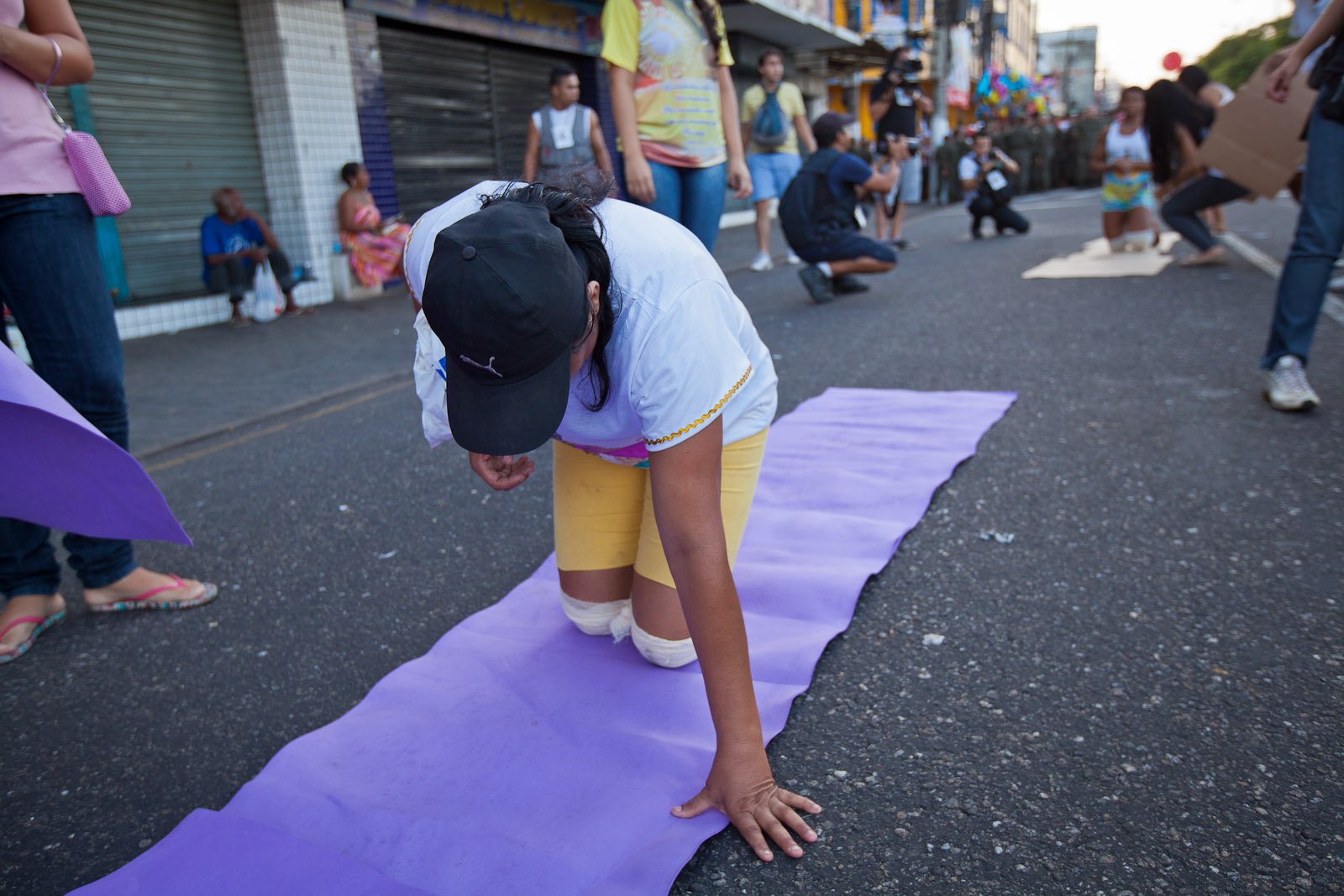
Личная процессия на коленях

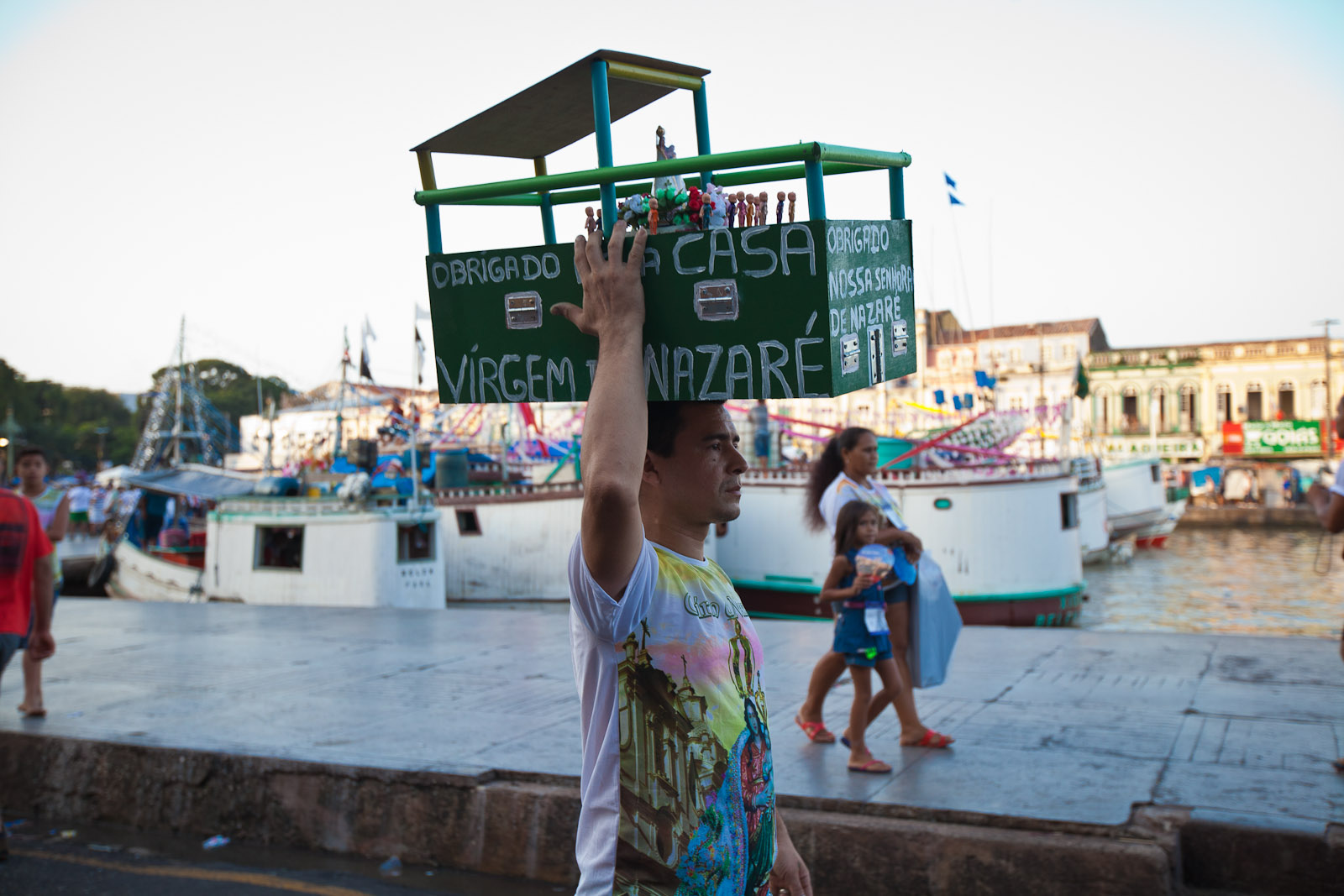
Мужчина благодарит Деву Марию за построенный дом

Процессия в честь Пресвятой Девы Марии Назаретской (порт. Círio de Nossa Senhora de Nazaré) — католический религиозный праздник в виде процессии верующих, совершающийся ежегодно на протяжении более чем двухсот лет в Белене (Бразилия).
Главная процессия под названием «Procissão do Círio» совершается во второе воскресенье октября. Ей предшествуют разнообразные шествия и мероприятия, начинающиеся накануне в первое воскресенье октября и длящиеся в течение недели. Некоторые из них имеют собственное наименование (Romaria das Crianças, Traslado, Romaria Rodoviária, Romaria Fluvial, Moto-Romaria, Ciclo-Romaria, Trasladação, Romaria da Juventude). Кульминационная процессия «Procissão do Círio» начинается около собора Пресвятой Девы Марии Благодати и заканчивается около базилики Пресвятой Девы Марии Назаретской. В главной процессии во второе воскресенье октября участвуют местные верующие, паломники из других бразильских населённых пунктов и туристы из других стран. Начиная с 2005 года в шествии ежегодно принимают участие более двух миллионов человек (самое многочисленное было в 2015 году — 2,8 миллионов), в связи с чем это празднование считается одним из самых многочисленных из подобных религиозных шествий не только в Южной Америке, но и во всём мире.
В 2004 году правительство Бразилии по рекомендации Института национального историко-художественного наследия (Instituto do Patrimônio Histórico e Artístico Nacional) объявило это шествие Национальным достоянием. В 2013 году ЮНЕСКО внесло процессию в репрезентативный список «Нематериального культурного наследия».

## История
Праздник возник по инициативе португальских колонистов, которые совершали в Белене шествие в честь Пресвятой Девы Марии Назаретской по подобию такого же праздника, совершаемого в португальском городе Назаре. Первые свидетельства о подобном шествии относятся к 1793 году. Согласно одной из самых распространённых легенд, португало-индейский метис по имени Пласидо обнаружил в 1700 году среди двух камней на берегу реки Мурутуку (Murutucu) вырезанную из дерева статую Девы Марии размером около тридцати сантиметров, реплику подобной статуи в португальском городе Назаре. Пласидо отнёс эту статую себе домой, соорудив для неё небольшой алтарь, но таинственным образом статуя возвратилась на место своего обнаружения, что стало считаться среди индейцев божественным знаком. Местные жители соорудили для статуи небольшую часовню для почитания. Через некоторое время почитание статуи стало известно среди португальцев, и она была по приказу губернатора перенесена в часовню Городского совета в Белене. Однако статуя таинственным образом возвратилась в индейскую часовню. Считается, что на месте этой часовни была построена современная базилика Пресвятой Девы Марии Назаретской в Белене.
В 1773 году статуя была отправлена в Португалию для реставрации. В 1774 году её возвратили в Белен, где она была помещена в часовне, на месте которой вскоре стал строиться новый храм.
В 1882 году это шествие было официально подтверждено епископом Маседу Коста, который по согласованию с губернатором Жустину Феррейрой Карнейру (Justino Ferreira Carneiro) установил, что процессия должна была начинаться от собора Пресвятой Девы Марии Благодати.
Празднование
В настоящее время празднование длится несколько дней перед вторым воскресеньем октября, которое считается кульминацией обряда. Каждый год составляется собственная программа процессии, которая в основном состоит из нескольких отдельных шествий под собственным наименованием.
В первое воскресенье октября в 8 утра начинается детское шествие под названием «Romaria das Crianças».
В ночь с пятницы на субботу начинается шествие с горящими свечами под названием «Traslado» по проспектам Avenida Nazaré, Avenida Almirante Barroso, BR-316, Ananindeua, Marituba и обратно по проспекту Ananindeua до собора Пресвятой Девы Марии Благодати.
Утром в субботу с девяти утра шествие под названием «Romaria Rodoviária» направляется в сторону городского района Икоараки. Процессия сопровождается многочисленными автомобилями различных городских служб (скорая помощь, полицейские, пожарные и другие). Потом статую передают процессии «Romaria Fluvial», которая проводится на различных водных транспортных средствах (лодки, яхты, каноэ) по местной реке. После прибытия на пристань статую принимают поочерёдно процессии «Moto-Romaria» с участием мотоциклистов и «Ciclo-romaria» с участием велосипедистов. По завершении этих процессий статуя передаётся процессии «Trasladação», которая завершается ночью с субботы на воскресенье.
Утром в воскресенье начинается кульминационная процессия «Procissão do Círio», которая подразделяется на три этапа: торжественная месса в 6 утра, в 7 утра архиепископ передаёт статую и после начинается собственно шествие расстоянием около пяти километров от собора Пресвятой Девы Марии Благодати до базилики Пресвятой Девы Марии Назаретской. Обычно шествие из-за многочисленных паломников длится около пяти часов.
На протяжении всего воскресенья на площади Назарета проходит молодёжная встреча под названием «Romaria da Juventude».